# Sadābād
Sadābād är en ort i Indien.   Den ligger i delstaten Uttar Pradesh, i den norra delen av landet, 160 km sydost om huvudstaden New Delhi. Sadābād ligger 171 meter över havet och antalet invånare är 36 093.
Terrängen runt Sadābād är mycket platt. Runt Sadābād är det tätbefolkat, med 735 invånare per kvadratkilometer. Närmaste större samhälle är Hathras, 17,5 km norr om Sadābād. Trakten runt Sadābād består till största delen av jordbruksmark.